# Filisoma indicum
Filisoma indicum is een soort haakworm uit het geslacht Filisoma. De worm behoort tot de familie Cavisomidae. Filisoma indicum werd in 1928 beschreven door Harley Jones Van Cleave.